# 总序大黄
总序大黄（学名：Rheum racemiferum）为蓼科大黄属下的一个种。